# Fortuna (film, 2018)
Pour les articles homonymes, voir Fortuna.
Pour plus de détails, voir Fiche technique et Distribution.
Fortuna est un film dramatique belgo-suisse réalisé par Germinal Roaux, sorti en 2018. Il a obtenu deux prix au Festival de Berlin 2018, l'Ours de Cristal (en allemand : Gläserner Bär) pour le meilleur film et le Grand Prix du Jury International Génération 14plus pour le meilleur film. 

## Synopsis
Fortuna, réfugiée éthiopienne de 14 ans, est accueillie avec d'autres réfugiés dans un monastère catholique dans les Alpes suisses. Elle souffre de fréquents cauchemars dans lesquels elle se rappelle sa difficile traversée de la mer Méditerranée. Elle tombe amoureuse de Kabir, un autre réfugié, et se retrouve enceinte. À la suite d'une descente de police dans le monastère, Kabir, en situation irrégulière en Suisse, est expulsé vers l'Italie.

## Fiche technique
- Titre français : Fortuna
- Réalisation : Germinal Roaux
- Scénario et dialogues : Germinal Roaux
- Collaboration à l'écriture : Claudia Gallo et Claude Muret
- Photographie : Colin Lévêque
- Montage : Sophie Vercruysse et Jacques Comets
- Musique : Jürg Lempen ; Karl Friedrich Abel pour le générique de fin
- Décors : Ivan Niclass
- Costumes : Geneviève Maulini
- Producteur : Ruth Waldburger
  - Coproducteur : Géraldine Sprimont et Anne-Laure Guégan
  - Producteur délégué : Jean-Marie Gindraux
- Production : Vega Films Productions et Need Productions
- Distribution : Locomotion Films et Nour Films
- Pays d'origine :  Suisse et  Belgique
- Genre : Drame
- Durée : 106 minutes
- Dates de sortie :
  - Allemagne : 18 février 2018 (Berlin)
  - Suisse : 4 août 2018
  - France : 19 septembre 2018
  - Espagne : 1er janvier 2020

## Distribution
- Kidist Siyum Beza : Fortuna
- Bruno Ganz : Frère Jean
- Patrick d'Assumçao : M. Blanchet
- Assefa Zerihun Gudeta : Kabir
- Yoann Blanc : Frère Luc
- Pierre Banderet
- Simon André
- Philippe Grand'Henry
- Stéphane Bissot : Barbara
- Mehdi Djaadi